# The Great Vacuum Robbery
The Great Vacuum Robbery è un cortometraggio muto del 1915 diretto da Harry H. Williams e da Clarence G. Badger, qui al suo esordio nella regia.

## Produzione
Il film fu prodotto da Mack Sennett per la Keystone Film Company.

## Distribuzione
Distribuito dalla Triangle Distributing, il film - un cortometraggio di venti minuti - uscì nelle sale cinematografiche statunitensi il 21 novembre 1915.
Non si conoscono copie ancora esistenti della pellicola che viene considerata presumibilmente perduta.